# Mormolyca pudica
Mormolyca pudica är en orkidéart som först beskrevs av Germán Carnevali och José Luis Tapia, och fick sitt nu gällande namn av Mario Alberto Blanco. Mormolyca pudica ingår i släktet Mormolyca och familjen orkidéer. Inga underarter finns listade i Catalogue of Life.